# Charlotte Köhler Stipendium
Das Charlotte Köhler Stipendium ist ein niederländischer Literaturpreis für Nachwuchsautoren.
Die nach der Schauspielerin und Vortragskünstlerin Charlotte Köhler (1892–1977) benannte Auszeichnung wird jährlich von der Stiftung (Stichting) Charlotte Köhler vergeben. Sie wurde 1988 erstmals vergeben und war 2017 mit 5000 € dotiert. Die Stichting Charlotte Köhler vergibt mit dem Charlotte Köhler Prijs voor Literatuur noch einen weiteren Literaturpreis im Drei-Jahres-Rhythmus.

## Preisträger
Die genannten Personen beziehen sich ausschließlich auf das Stipendium, nicht auf den Charlotte Köhler Prijs.
- 2020: Eva Jansen Manenschijn für Niemandsland / Dubbelgangers (Theatertext)
- 2019: Simone Atangana Bekono für Hoe de eerste vonken zichtbaar waren (Poesie)
- 2018: Nina Polak für Gebrek is een groot woord / We zullen niet te pletter slaan (Prosa)
- 2017: Enne Koens für Ik ben Vincent en ik ben niet bang (Genre: Jugendbuch)[2]
- 2016: Jan Sietsma „voor de vertaling van Athenaeum“
- 2015: Michael Bijnens für De onzichtbare man, La Linea, Valley of Saints (Theater)[3][4]
- 2014: Mischa Andriessen für Huisverraad (Poesie)[5]
- 2013: Joost de Vries für Clausewitz und De republiek (Prosa)[6]
- 2012: Derk Visser für Patchouli, Patatje Oorlog, Landjepik und Prikkeldraad (Jugendliteratur)[7]
- 2011: Arieke Kroes für Afscheid van Barcelona (Antonio Soler) (Erzählende Prosa)[8]
- 2010: Rik van den Bos für Berm, Fietsen en Wij zijn grijs gebied (Theater)[9]
- 2009: Arnoud van Adrichem für Vis (Poesie)
- 2008: Robbert Welagen für Lipari en Philippes middagen (Prosa)
- 2007: Marco Kunst für Gewist (Jugendliteratur)[10]
- 2006: Trijne Vermunt für ihr Erzählwerk, mit Namen De Afrikaanse kust (Rodrigo Rey Rosa)
- 2005: Anouk Saleming für ihr Jugendtheater
- 2004: Bart Meuleman für hulp (Poesie)
- 2003: Ton Rozeman für Intiemer dan seks (Prosa)[11]
- 2002: Yvonne Jagtenberg für Een bijzondere dag und Mijn konijn (Illustrationen)[12]
- 2001: Esther Gerritsen für die Theaterstücke: Gras, ½ Overkill, Huisvrouw en haar Theaterbearbeitungen Bad Angel nach Shakespeares Love’s Labour’s Lost und Verschrikkelijk Boom nach Goethes Die Leiden des jungen Werthers[13]
- 2000: Maarten Elzinga für Poesieerzählungen von Les Murray (De slabonenpreek) und Maurice de Guérin (De bacchanten)[14]
- 1999: Nausicaa Marbe für Mândraga (Prosadebüt)
- 1998: Arnon Grunberg für De troost van de slapstick (Essays)
- 1997: Arno Bohlmeijer für seine Jugendliteratur
- 1996: Ilse Starkenburg für Verdwaald ontwaken en Afspraak met een eiland (Poesie)
- 1995: Kader Abdolah für De meisjes en de partizanen (allochthone Literatur)
- 1994: Karim Traïdia für Drehbuch seines Films Lijdensweg (Film- oder TV-Drehbuch)
- 1993: Marie Kessels für Een sierlijke duik (Prosa)
- 1992: Huberte Vriesendorp für die Erzählungen der Kinderbüchern von Roald Dahl (Jugendliteratur)
- 1991: Laurens Spoor für Brittanicus (Theater, Erzählung)
- 1990: Stephan Sanders für die Broschüre über die Rushdieaffaire Gemengde ervaring, gemengde gevoelens (Essays)
- 1989: Ted van Lieshout für seine Kinderbücher, insbesondere seine Gedichte (Kinderbücher)
- 1988: Rogi Wieg für De zee heeft geen manieren (Poesie)